# Carinodens
Carinodens je vyhynulý rod svrchnokřídového mořského plaza z čeledi Mosasauridae. S celkovou délkou asi 3,5 metru byl jedním z nejmenších známých mosasaurů. Dnes je považován za sesterský taxon známějšího rodu Globidens. Vykazuje také okrouhlé, tupě zakončené zuby, vhodné k drcení schránek mořských mlžů (tzv. durofágie).

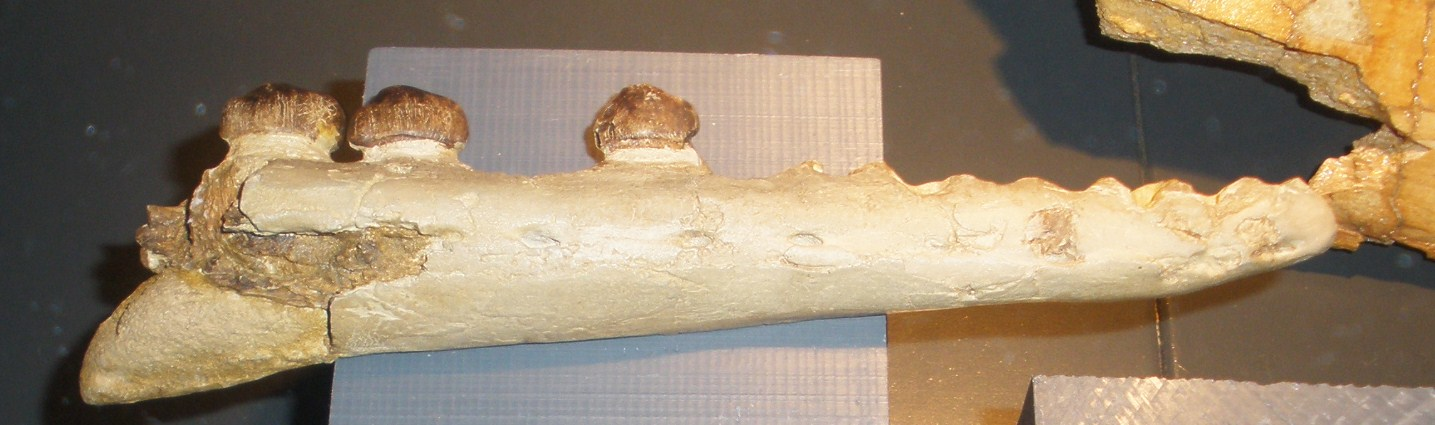
Fragment čelisti druhu C. belgicus.

## Taxonomie a objevy
Dnes rozeznáváme dva druhy tohoto rodu, typový C. fraasi (Dollo, 1913) a dále C. belgicus (Woodword, 1891). Fosilie tohoto rodu byly objeveny také ve vrstvách nejsvrchnější křídy na útesu Stevns Klint v Dánsku.